# Sant Genís dels Agudells
San Ginés de Agudells  (en catalán Sant Genís dels Agudells) es un barrio del distrito de Horta-Guinardó de la ciudad de Barcelona. El barrio queda actualmente limitado por la Ronda de Dalt, la carretera de la Arrabassada y la ciudad sanitaria de la Seguridad Social del Valle Hebrón.
Se encuentra en las laderas de la sierra de Collserola, fue una de las parroquias iniciales del llano de Barcelona y el acta de dotación de la parroquia fue el 4 de julio del 931. A partir de 1359 pasó a depender del monasterio del Valle de Hebrón.
Socialmente es un pequeño barrio residencial muy bien comunicado por transporte público con dos líneas de metro (Estación de Vall d'Hebron / Sant Genís, Línea 3 y Línea 5) y siete líneas de autobús. Se accede por vehículo por la salida 5 de La Ronda de Dalt y por el mismo paseo del Valle de Hebrón. Dispone de grandes espacios verdes y ajardinados, un campo de fútbol, mercado municipal, diversos supermercados, tiendas y oficinas de tres entidades bancarias, además de la Escuela Oficial de Idiomas y una escuela pública. El Hospital de San Rafael y la Residencia Sanitaria de la Valle de Hebrón se hallan en el mismo barrio. Sant Genis dispone de un Centro Cívico y de un Casal de la Gent Gran.